# Bulbophyllum hamatipes
Bulbophyllum hamatipes är en orkidéart som beskrevs av Johannes Jacobus Smith. Bulbophyllum hamatipes ingår i släktet Bulbophyllum och familjen orkidéer.
Artens utbredningsområde är Java. Inga underarter finns listade i Catalogue of Life.